# 佐野源左衛門

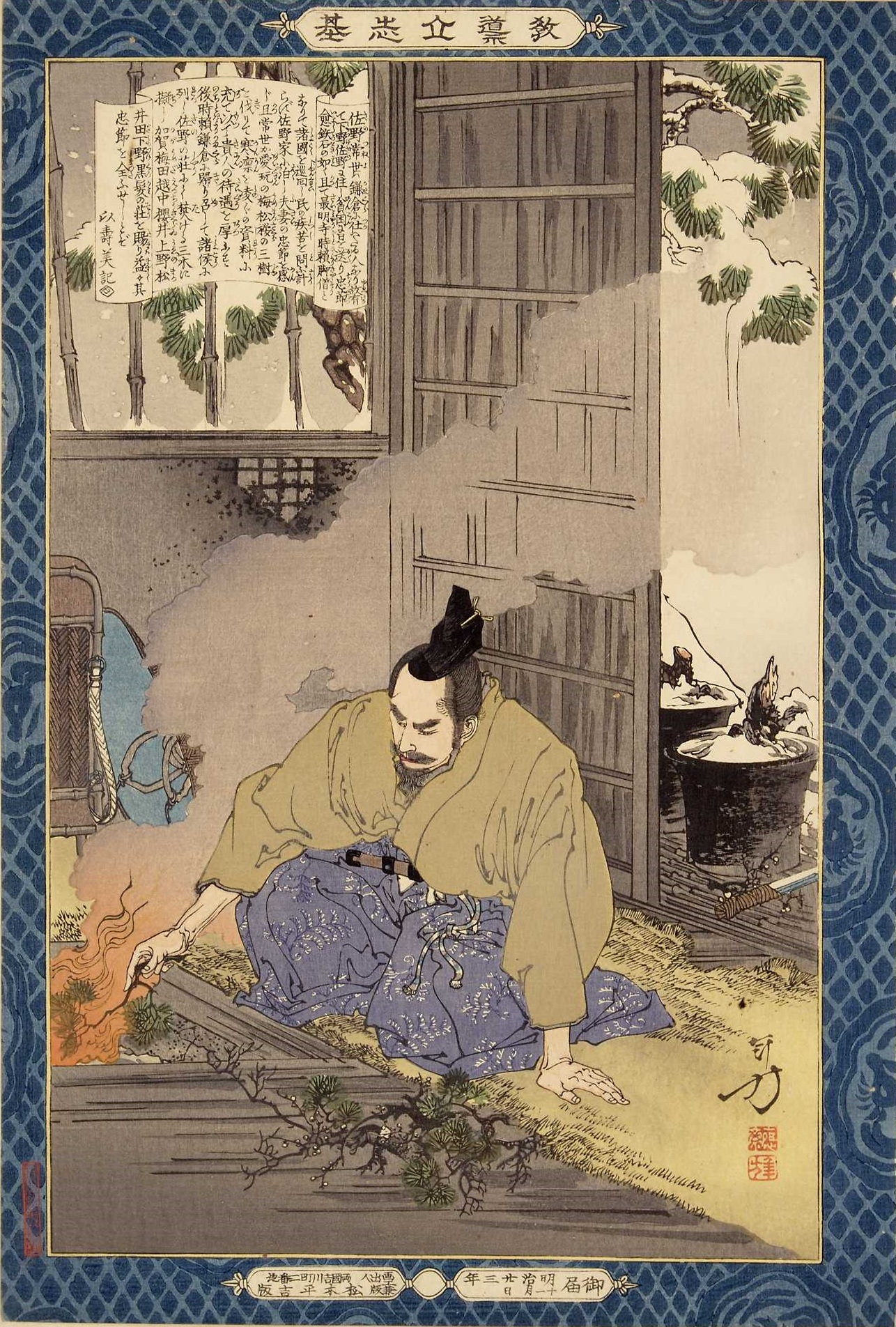
「教導立志基」より『佐野常世』水野年方筆

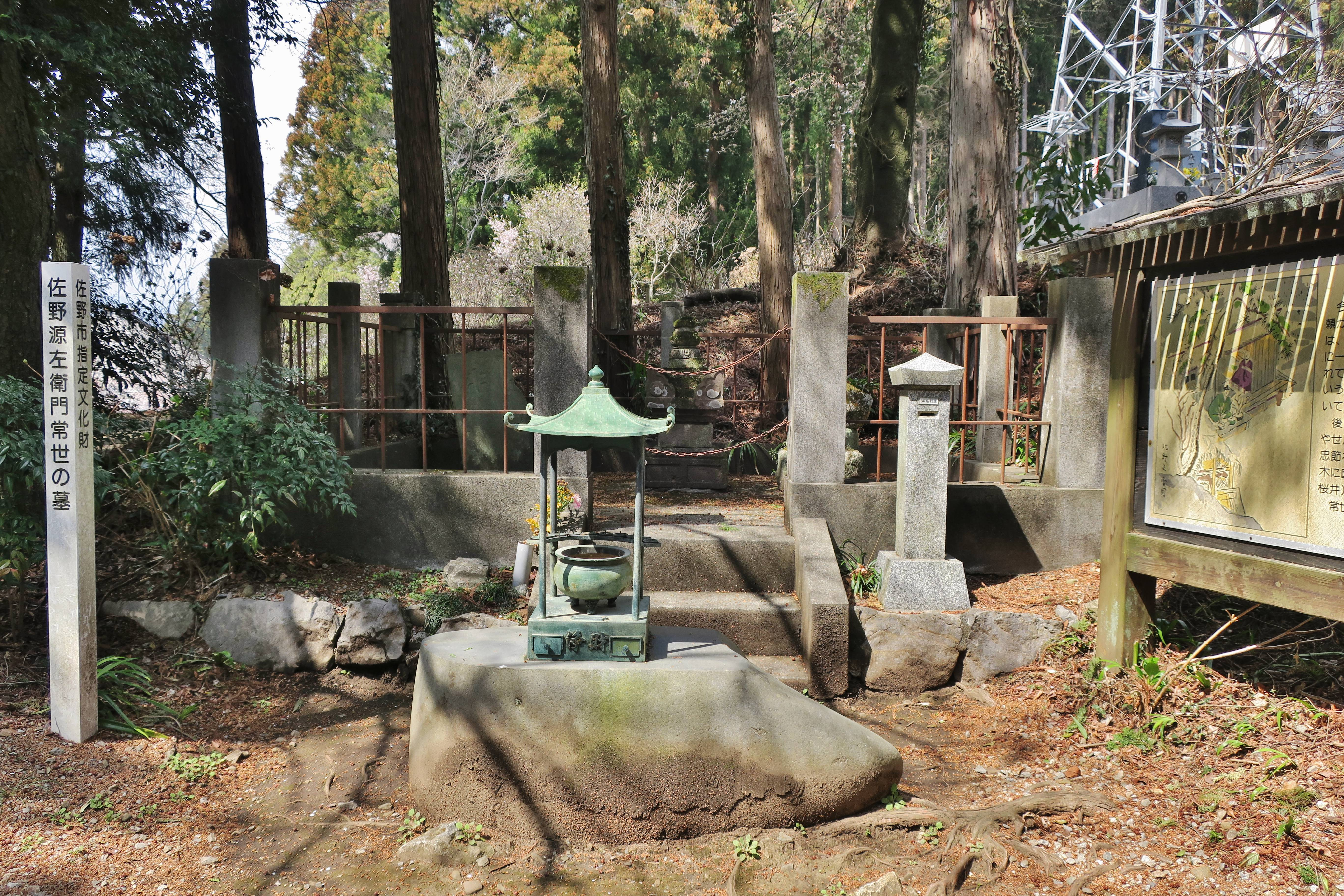
佐野源左衛門の墓（栃木県佐野市、願成寺）

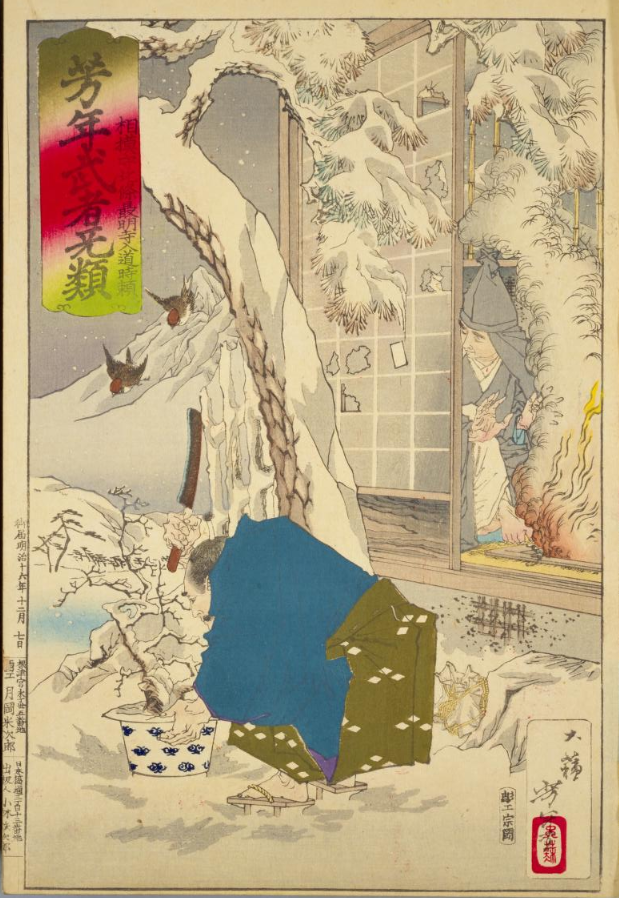
鉢木を手折る場面を描いた月岡芳年の作

佐野 源左衛門（さの げんざえもん、生没年不詳）は、鎌倉時代中期の武士だったとされる人物。諱は常世（つねよ）。「いざ鎌倉」の元となった話「鉢木」に登場する人物。

## 概要
源左衛門は能の演目『鉢木』の登場人物である。これは鎌倉幕府執権だった北条時頼が康元元年（1256年）に病でたおれ、出家して最明寺入道となり、自らの地位を隠し旅僧として諸国行脚したことが記されている『太平記』や『増鏡』を元にしたものだとされる。

### 鉢の木物語
鉢木では雪の日に旅僧(時頼)が源左衛門・常世の家に泊まりにきて、貧乏ながらも暖をとるために秘蔵の鉢植えの梅・松・桜を火にくべて精一杯のもてなしをし、自分が一族に佐野庄三十余郷の領土を押収されたことを僧に話した。常世は「今は落ちぶれているが、鎌倉にもしものことがあれば馳せ参ずる覚悟である」と旅僧に語った。僧が旅立ったその後に幕府から招集命令が下り、諸国の武士が鎌倉に駆けつけるなかに常世もいた。そこに現れたのは入道となった時頼で、常世は褒められて執権に召し出されると、あの雪の日に泊まった僧が時頼だったことを知る。時頼は常世に、一族に押収された佐野庄三十余郷を返し与え、さらに家でもてなされたときに使った薪の種類に合わせ、梅松桜の名のつく荘を与え、加賀国梅田庄、越中国桜井庄、上野国松井田庄の領土と、さらに小田原城を恩賞として与えた。
恩賞の一つとされる「桜井の荘」は現在の富山県黒部市三日市であり、市民会館の敷地に常世の子孫の筆による記念碑がある。
常世の屋敷跡とされる群馬県高崎市上佐野町には常世神社がある。